# Ørnes
Ørnes ist eine Ortschaft in der norwegischen Kommune Meløy in der Provinz (Fylke) Nordland. Der Ort stellt das Verwaltungszentrum von Meløy dar und hat 1647 Einwohner (Stand: 1. Januar 2024).

## Geografie

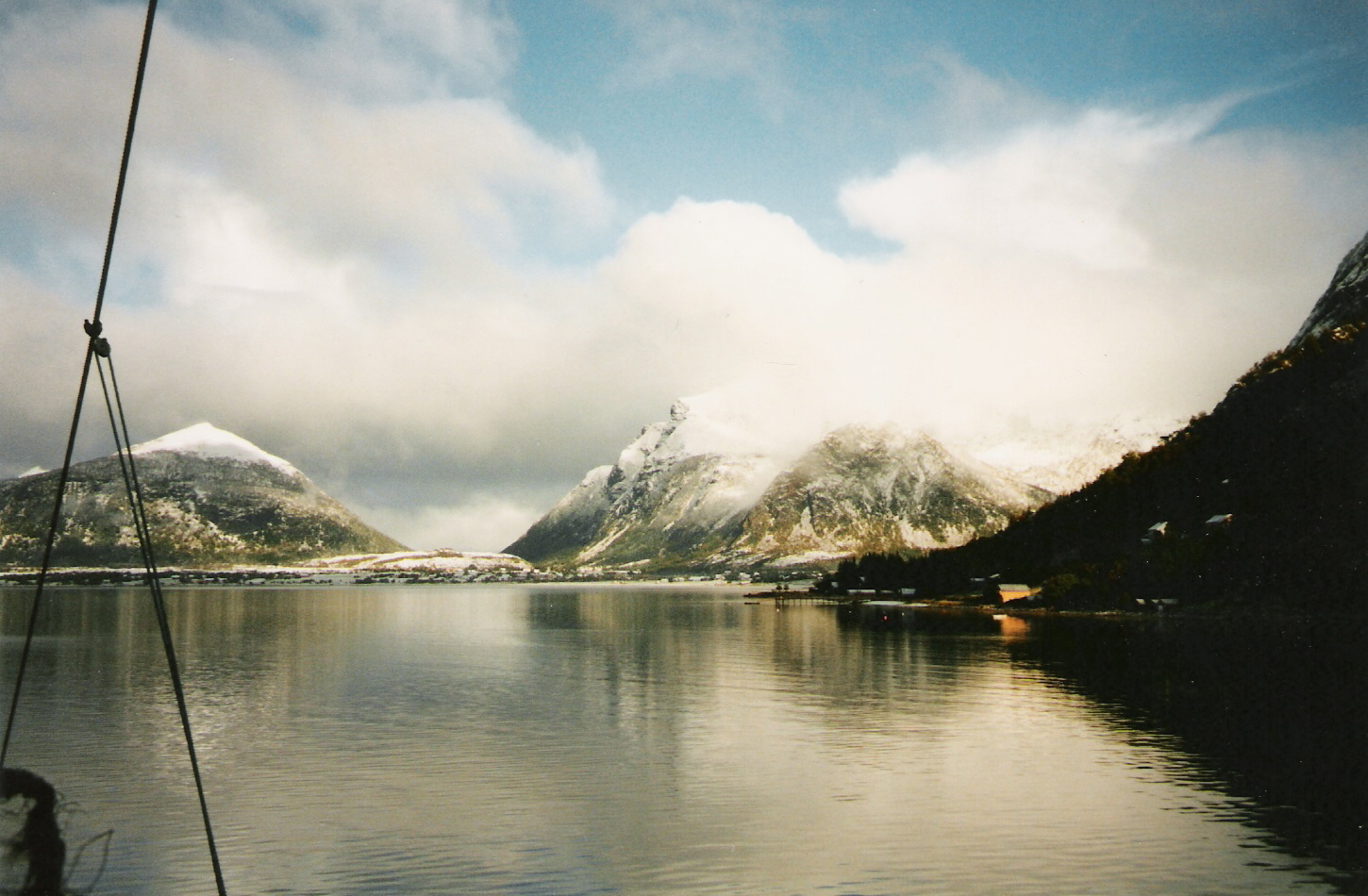
Die Berge bei Ørnes

Ørnes ist ein sogenannter Tettsted, also eine Ansiedlung, die für statistische Zwecke als eine Ortschaft gewertet wird. Der Ort liegt in der Landschaft Salten südlich von Bodø. Ørnes liegt nördlich des Fjords Glomfjorden, der sich von Westen in das Land einschneidet.
In der Nähe von Ørnes liegt der Svartisen, der zweitgrößte Gletscher Norwegens.

## Verkehr
Durch Ørnes verläuft der auch als „Küstenstraße“ bekannte Fylkesvei 17. Ørnes ist Anlegestelle der Hurtigruten und der örtlichen Schnellboote. Von hier aus gibt es Fährverbindungen nach Meløy, Bolga und Støtt. Weiterhin gibt es mehrmals täglich Busverbindungen nach Halsa und Glomfjord.